# Лобановська Ганна Борисівна
 Ганна Борисівна Лобано́вська (нар. 23 квітня 1973, Київ) —українська мисткиня єврейського походження, мистецтвознавиця, художниця декоративного мистецтва, письменниця, журналістка, членкиня  Національної спілки художників України (з 2000).  Авторка публікацій з питань архітектури, образотворчого й театрального мистецтва, поетичних  та прозових творів.Донька мистецтвознавця Б. Лобановського і художниці С. Гурок. Віросповідує юдаїзм. Художні твори зберігаються у приватних колекціях,  НСХУ.

## Життєпис
Ганна Лобановська народилася 23 квітня 1973 року в м. Києві в родині мистецтвознавців і художників Бориса Борисовича Лобановського та Селіни Самійлівни Гурок.
З 1980 по 1990  навчалася у середніх школах №№ 89, 133, 88 Печерського району м. Києва.
У 1996  закінчила НАОМА,  факультет теорії та історії мистецтва, фах мистецтвознавство, викладачі Г. Заварова,  Л. Міляєва, В.Клеваєв. Тема дипломної роботи "Стиль модерн у творчості київських архітекторів початку XX століття", науковий керівник -  професор Ю.С. Асєєв.
У 2000 закінчила аспірантуру ІМФЕ ім. М. Рильського НАН України (заочно). Працювала над дисертаційною роботою."
З 2000  — членкиня Національної Спілки художників України,  секції  критики й мистецтвознавства
З 1997 до 2012 працювала редакторкою відділу культури газети «Правда України». Співпрацювала зі столичними ЗМІ: Дзеркало тижня, День,  Літературна Україна, Українська літературна газета, Нація і держава, журналами Книжник-review, Кур'єр Кривбасу, Слово і час. Є автором численних критичних статей, рецензій, оглядів з сучасного культурного життя Києва, інтерв'ю з діячами культури.

## Творчі спрямування
Ганна Лобановська має широкий діапазон творчих  спрямувань, серед яких аналітичні  наукові дослідження, художня та літературна практика. Тематика  наукових  розвідок охоплює значимі періоди історії класичного мистецтва  й архітектури та зв'язок  з актуальними проблемами сучасного мистецтва. Серед визначних постатей української культури  минулого, яким науковиця присвятила дослідження були І. Їжакевич, Г. Сковорода, Катерина Білокур, Олесь Ульяненко,  та ін. Особливу увагу Ганна приділяє творчості батьків, популяризує художній спадок Селіни Гурок (Гуро) та  Бориса Лобановського  у виступах і публікаціях. У деяких своїх розвідках вона розвиває  тези та плідні ідеї Б.Лобановського
Як арт-критик, вона підтримує  й досдіджує творчість сучасників, які збагачують мистецтво  новаторськими,  авангардними знахідками, серед яких А.Савадов,  Н.Зборовська, К.Дорошенко, О.Голуб,   Л.Тишковська,  О.Погрібна-Кох, І. Кульчицька  та ін.  Змістовні інтерв’ю  Г.Лобановської  документують творчі кредо діячів культури  на тлі епохи, що є важливим внеском в історію  мистецтва.
Як художниця Г. Лобановська неодноразово брала участь у виставках, не змінюючи стилю абстрактної кольоро-пластики, який нерідко виходить за межі декоративності у вимір високої образотворчості.
Як літератор Г. Лобановська виявила ліричний хист у поетичних творах. Відомий видавець і культуролог Андрій  Беліченко дав високу оцінку її творам: «Вірші Ганни – це ліричні фантазії у формі відвертих маніфестів, які проголошують любов між людьми як найвище благо їхнього життя. У своїх творах поетеса щаслива і тому робить щасливими інших. Чого може бути краще для поезії? Поетика Ганни є субстанція без властивостей та якостей. Вона  є чистою й первісною і не знає гріха…». У прозових творах Г.Лобановська  вдається до іронічності та складної інтелектуальної побудови творів, неологізмів та  руйнуванню стереотипів,  через що  її відзначено нагородою «За нонконформізм» на  літературному конкурсі.

## Відзнаки
- 2004 —III премія Кінофестивалю «Відкрита Ніч» «За кращу аналітичну журналістську статтю»
- 2015 —диплом лауреата  Міжнародної літературної премії ім. Олеся Ульяненка  «За нонконформізм», за роман «Суперхерой цього часу»
- 2016 —диплом Вільного Творчого Всесвітнього фестивалю «Мойсей і Свята Покрова»: «За вклад в розвиток ЗМІ, Мистецтва, Культури, Релігії»  Київ.
- 2020 —диплом лауреата Всеукраїнського поетичного фестивалю «Антракт» «За романтичність». Херсон.
- 2021 —диплом лауреата IX міжнародного літературно-музичного фестивалю «Інтерреальність-2021» «За високу творчу майстерність». Київ.

### Наукові публікації Ганни Лобановської
- Інтерпретація образів «Києво-Печерського патерика» в монументальних розписах школи Їжакевича. Духовний аспект // Зб. наук. пр. міжнар. конф. Львів, 23–25 жовт. 1998. Л., 1999;
- Національне самовизначення символізму як течії серед європейських шкіл початку XX століття. 3-й Міжнар. конгрес україністів: Доповіді та повідомлення. Одеса, 26–29 серп. 1999. О.; К., 2001.
- Арсен Савадов: «Епатаж –  це головний антибіотик протии міщанства…». Lb.ua. 23 березня 2010[6].
- «Необідермаєр» як один із засобів художнього мислення у творчості К. Білокур» – у книзі «Катерина Білокур: Філософія мовчазного бунту. Наукові статті, есеї, культурологічні праці до 100-річчя і 110-річчя Катерини Білокур». К.: Видавничий дім «Стилос», 2011
- Реквієм за незашореністю: проза Олеся Ульяненка postckriptum. – В книзі «У знятому на плівку дні. Олесь Ульяненко у спогадах». К.: Український пріоритет. 2012
- Міфологічні колажі та «паралельні світи» Рафаеля Багаутдінова. – В книзі «Рафаель Багаутдінов знаний і незнаний. Доля. Творчість. Оточення». К.: Український письменник, 2012
- «Тоталітаризм починається з наступу на усвідомленість…» Інтерв'ю Анни Лобановської з Нілою Зборовською. Кур’єр Кривбасу. №1-2 (206-207), 2007
- Репрезентація «Жіночого начала» в творчості Ніли Зборовської. Літературний форум. 13 січня 2014[7].
- Письменниця, музикантка і акторка Леся Тишковська: «Вища ціль будь-якого мистецтва – перетворення свідомості».Kyiv daily. 15 квітня 2024[8].
- Костянтин Дорошенко: Мобілізація Української культури. Zbruc. 14.04.2024[9].
- Олена Голуб: Митець уособлює дух свободи. Zbruc. 11 березня 2024[10].

### Літературні публікації
- Балкон, или Возвращение в жизнь (повість). Самватас № 8, 1993 рік.
- Искупление немых (о фестивале поэзии Целана в Черновцах). Sub Rosa, 32, 2010.
- Суперхерой цього часу (роман). К.: Вид-во Сергія Пантюка. 2014
- «Ніч не розстріляних поетів» (вірші). Альманах «100 слов». Харків.2022
- Покарання для Мерилін, або Історія однієї депресії (1999 р.) Фрагменти романа.  Крещатик, №1, 2023 стр.237- 283.[11].

### Художні виставки
- 1993 — Сімейна виставка  творів  Бориса Лобановського, Селіни Гуро і Ганни Лобановської. Галерея  «Триптих», Київ, 1993 рік.
- 2004 — участь у І-е Трієннале текстильного мистецтва, НСХУ.[12].